# Петрівська сільська рада (Знам'янський район)
| Петрівська сільська рада — колишній орган місцевого самоврядування у Знам'янському районі Кіровоградської області з адміністративним центром у с. Петрове. Сільській раді були підпорядковані населені пункти: - с. Петрове - с. Новоолександрівка - с. Сокільники |

### Колишні населені пункти
- Молодецьке

## Склад ради
Рада складається з 16 депутатів та голови.

### Керівний склад ради
| ПІБ                      | Основні відомості                                                 | Дата обрання | Дата звільнення |
| ------------------------ | ----------------------------------------------------------------- | ------------ | --------------- |
| Шульга Леонід Михайлович | Сільський голова, 1956 року народження, освіта, безпартійний      | 26.03.2006   | 31.10.2010      |
| Шульга Леонід Михайлович | Сільський голова, 1956 року народження, освіта вища, безпартійний | 31.10.2010   | 25.10.2020      |

Примітка: таблиця складена за даними джерела

## Населення
Згідно з переписом УРСР 1989 року чисельність наявного населення села становила 1807 осіб, з яких 816 чоловіків та 991 жінка.
За переписом населення України 2001 року в селі мешкало 1716 осіб.

### Мова
Розподіл населення за рідною мовою за даними перепису 2001 року:
| Мова       | Відсоток |
| ---------- | -------- |
| українська | 93,86 %  |
| російська  | 6,02 %   |
| білоруська | 0,12 %   |